# Добровольський Сергій Михайлович
Сергі́й Миха́йлович Доброво́льський (* 28 лютого 1916, Кам'янець-Подільський — ?) — заслужений раціоналізатор РРФСР (1972).

## Біографічні відомості
Навчався в Кам'янець-Подільському силікатному інституті, закінчив Харківський хіміко-технологічний інститут. Учасник німецько-радянської війни (на фронті був із першого і до останнього дня).
Працював у Ставрополі начальником Центральної лабораторії Управління будівництва «Ставропольбуд» Міністерства меліорації та водного господарства РРФСР, завідувачем відділу Ставропольського науково-дослідного інституту гідротехніки та гідромеліорації.
Основна справа життя — розробка та виготовлення вогнезахисних матеріалів.
На початку 2000-х запропонував ідею використання геотермального тепла землі для здешевлення електроенергії. З цією ідеєю звернувся особисто до Президента Росії Володимира Путіна. Той доручив департаменту Держелектронагляду вивчити запропоновану технологію. Департамент оцінив її позитивно. Проте енергетики-практики (зокрема, на Ставропольській і Невинномиській ДРЕС) вважають, що запропонована технологія надто клопітка.
29 березня 1972 року начальнику Центральної лабораторії Управління будівництва «Ставропольбуд» Міністерства меліорації та водного господарства РРФСР Сергієві Михайловичу Добровольскому за заслуги в галузі раціоналізаторської діяльності надано почесне звання заслуженого раціоналізатора РРФСР.